# Port lotniczy Oum Hadjer
Port lotniczy Oum Hadjer – port lotniczy położony w Oum Hadjer, w Czadzie.